# Colodon
Colodon — це вимерлий рід травоїдних ссавців, який був споріднений сучасним тапірам.

## Таксономія
Види Colodon спочатку входили до роду Lophiodon, але пізніше виявилося, що вони відрізняються.

## Опис
Колодон мав маленькі ікла або їх взагалі не було, а також короткі широкі щічні зуби. Череп мав значно розширений носовий розріз і значно зменшені носові отвори. Подібність між черепами Колодона та справжніх тапірів свідчить про те, що він також міг мати дуже маленький хоботок.
Колодон вперше з'явився в пізньому еоцені і проіснував до епохи Уітні.